# John Öhvall
John Robert Emanuel Öhvall, född 25 april 1883 i Örsjö, Malmöhus län, död 23 mars 1957 i Lur, Hästveda socken, Kristianstads län, var en svensk konstnär inom måleri.

## Biografi
Öhvall utbildade sig först till yrkesmålare men började studera bildkonst för Carl Wilhelmson i Göteborg 1903. Han fotvandrade 1908–1914 genom Tyskland, Österrike, Schweiz, Frankrike och Italien och bedrev samtidigt självstudier. Under ett längre stopp studerade han vid konstakademien i Dresden och Chrakovskis målarskola i Rom. Under krigsåren 1914–1917 studerade han tidvis vid Wilhelmsons målarskola i Stockholm och var anställd som medhjälpare vid restaureringen av Nationalmuseum i Stockholm. I början av 1920-talet bosatte han sig slutligen i Lur. 
Separat ställde han ut första gången på Gummesons konsthall på 1910-talet som följdes av separatutställningar i Göteborg, Oslo och Norrköping. Tillsammans med Tor Otto Fredlin ställde han ut på Skånska konstmuseum 1924 och han medverkade i Skånes konstförenings höstsalonger 1922–1924, 1927, 1940 och 1943 samt i Sveriges fria konstnärsförbunds vandringsutställningar i ett flertal städer. Hans konst består huvudsakligen av realistiska landskapsskildringar från Lur och Hästveda. Öhvall är representerad vid Trelleborgs museum, Lunds universitet och Tomelilla kommun.